# Adagio for Strings (Tiësto)
"Adagio for Strings" is een nummer van de Nederlandse dj Tiësto. Het is een bewerking van het klassieke stuk "Adagio for Strings" van Samuel Barber uit 1936. Het nummer verscheen op zijn album Just Be uit 2004. Op 31 januari 2005 werd het nummer uitgebracht als de vierde single van het album.

## Achtergrond
"Adagio for Strings" is geschreven door Samuel Barber en geproduceerd door Tiësto. De melodie is afkomstig uit de klassieke compositie "Adagio for Strings", dat in 1936 door Barber werd gecomponeerd en in 1938 voor het eerst werd uitgevoerd. Het is niet de eerste keer dat dit stuk in een trancenummer is verwerkt: in 2000 had William Orbit al een internationale hit met "Barber's Adagio for Strings", dat in 1995 voor het eerst verscheen. In 2004 speelde Tiësto zijn versie in zijn optreden tijdens de openingsceremonie van de Olympische Zomerspelen. Een mix van dit optreden werd enkele maanden later uitgebracht op zijn album Parade of the Athletes.
"Adagio for Strings" werd een hit in een aantal landen. In Hongarije behaalde het de nummer 1-positie, terwijl het in de Britse UK Singles Chart tot plaats 37 kwam. Verder kwam het in onder meer Finland, Ierland en Schotland in de top 20 terecht. In Nederland en Vlaanderen werden geen hitlijsten behaald, maar werd wel Dancesmash op Radio 538, alhoewel het in Nederland wel populair bleek en in 2022 de NPO Radio 2 Top 2000 stond. In 2013 werd het nummer door lezers van het tijdschrift Mixmag bestempeld als de op een na beste dancetrack ooit, achter "One More Time" van Daft Punk.

## NPO Radio 2 Top 2000
| Nummer met noteringen in de NPO Radio 2 Top 2000 | '22  | '23  | '24  |
| ------------------------------------------------ | ---- | ---- | ---- |
| Adagio for Strings                               | 1989 | 1521 | 1297 |

1. ↑  Een vetgedrukt getal geeft de hoogste notering aan.
2. ↑  2022 was het eerste jaar met een notering voor dit nummer.